# أيريس-تي إس إل
نظام أيريس-تي إس إل IRIS-T SL هو عائلة من أنظمة صواريخ أرض-جو للدفاع الجوي قصيرة وعالية إلى متوسطة. طُوّرت هذه الأنظمة الصاروخية من صاروخ جو-جو أيريس-تي إس إل. يوجد حاليًا نوعان من الصواريخ ومشتقاتهما في الخدمة: أيريس-تي إس إل إس IRIS-T SLS وأيريس-تي إس إل إم IRIS-T SLM.
دخل نظام أيريس-تي إس إل إس، المعروف محليًا باسم Robotsystem 98 (RBS 98)، الخدمة في عام 2020 بعد فترة تجريبية. أما أيريس-تي إس إل إم، فدخل الخدمة في عام 2022 مع أوكرانيا، ثم لاحقًا مع مصر.
صُمم نظام الدفاع الجوي IRIS-T للدفاع عن منطقة من الطائرات (بما في ذلك المقاتلات النفاثة)، والمروحيات، والصواريخ المجنحة، والطائرات المسيرة، والتي يمكن أن تكون جميعها خفية.

## تصميم الصواريخ

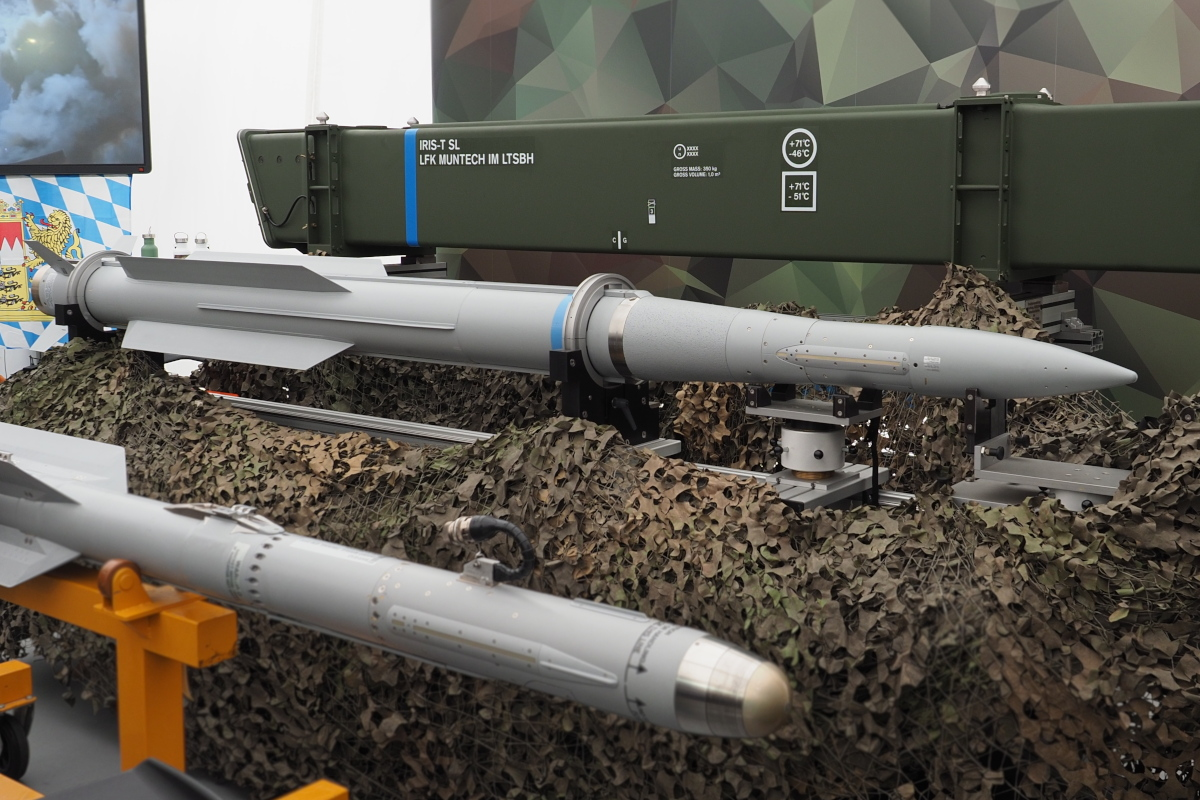
صاروخ أيريس-تي إس إل إم (أعلى)، أيريس-تي إس إل إمم (أسفل)

### أيريس-تي إس إل إس
صاروخ IRIS-T SLS هو نفس الصاروخ الموجود في النسخة جو-جو.

### أيريس-تي إس إل إم
تزود شركة NAMMO Raufoss محرك الصاروخ بنظام توجيه الدفع في كل من صاروخ أيريس-تي إس إل جو-جو وإصدار إس إل.

## تصميم إصدارات التحكم بالنيران
يعتمد تصميم الإصدارات المختلفة على المستخدم. عمومًا، تتكون وحدة إطلاق النار من مركبة قيادة مزودة برادار لتحديد الأهداف. تتواصل هذه القيادة مع مركبة إطلاق واحدة أو أكثر. يمكن دمج وحدة إطلاق النار في نظام قيادة دفاع جوي مشترك.